# پیشاهنگ (نقاشی)
پیشاهنگ (انگلیسی: The Pioneer) یک نقاشی رنگ روغن بر روی کرباس از هنرمند استرالیایی مکتب هایدلبرگ، فردریک مک‌کوبین می‌باشد که در سال ۱۹۰۴ طرح گردید. این نقاشی، سه‌لتی یا ترکیبی از ۳ پنل مجزا است که هر کدام داستان گزینش شدهٔ خانواده‌ای را که ساکن بوته‌زارهای استرالیا گشته‌اند را روایت می‌کند. این اثر هنری به‌طور گسترده‌ای به عنوان یکی از شاهکارهای هنر نقاشی استرالیا قلمداد می‌گردد. نقاشی پیشاهنگ، امروزه در نگارخانه ملی ویکتوریا قرار دارد.

## تاریخچه و میراث
این نقاشی برای اولین بار در یک نمایشگاه در سال ۱۹۰۴ در گالری آتنیوم ملبورن به نمایش گذاشته شد اما خریدار پیدا نکرد. والتر ویترز یکی از دوستان مک کوبین پیشنهاد کرد که مک کوبین نمایی از ملبورن را در پس زمینه پنل سمت راست اضافه کند که این کار را انجام داد. گالری ملی ویکتوریا این نقاشی را در سال بعد به قیمت ۳۶۷ پوند و ۱۰ شیلینگ خریداری کرد و از بودجه‌ای از فلتون بکوئست استفاده کرد.
این نقاشی به عنوان «خودآگاه ملی گرایانه؛ افتخار از رونق شهر خوب دیده می‌شود در پس زمینه - خلق و خوی آن از خوش‌بینی آرام بی صلاحیت است.»
هنرمند آن زاهالکا پیشگامان را در کارش مهاجران ۲ مناسب کرد، عکس‌هایی از یک خانواده استرالیایی یونانی بر سر پس زمینه‌ای که از نقاشی مک کوبین گرفته شده بود. هدف این کار نشان دادن این است که چگونه مهاجران اخیر و دیگر گروه‌های متنوع از «بسیاری از متون و تصاویری که به تعریف هویت ملی کمک کرده‌اند» کنار گذاشته می‌شوند.